# Jo Ann Campbell
Jo Ann Campbell est une chanteuse et autrice-compositrice de rock n'roll américaine née le 20 juillet 1938 à Jacksonville, en Floride. C'est une des premières artistes féminines de rockabilly.

## Biographie
Originaire de Floride, y fait ses études jusqu'à l'école secondaire. Comme elle souhaite devenir danseuse, ses parents déménagent alors à New-York, où elle s'inscrit dans une école. de danse.
Réalisant que sa taille est un handicap pour espérer être retenue dans le music-hall à Broadway, elle décide de se réorienter vers le chant.
Elle fait ses débuts en 1956 à l'Apollo. Fan de l'émission Moondog's Rock And Roll Party d'Alan Freed, elle se fait embaucher par lui en 1957, et participe en 1958 à sa tournée Rock n'Roll Tour, qui est interrompue prématurément à la suite d'un incident à Boston. Elle participe néanmoins en 1958 au film  Go, Johnny, Go ! Elle cultive un look de rockeuse sexualisée, jouant de la guitare en jupe moulante et fendue. Les textes quelquefois très allusifs entraînent une censure de quelques uns de ses chants par certaines radios. Elle fait la une des nombreux journaux pour adolescents, qui exploitent le récit parfois imaginaire d'une idylle qu'elle a avec Bobby Darrin. En 1960, elle est engagée par ABC-Paramount Records. En 1961, elle fait une apparition dans Hey, Let’s Twist, un film ayant popularisé la danse.
Elle est très active sur la scène rock n'roll de 1957 à 1964, enregistrant une soixantaine de titres, dont quelques uns dont elle est l'autrice. Son répertoire couvre un style assez large, allant du rock n'roll à la country, avec notamment I’m the Girl From Wolverton Mountain en passant par les chansons d'amour,.
En 1964, elle épouse Troy Seals, qui devient un producteur, compositeur et chanteur reconnu, confirmant ainsi sa déclaration  « Vous connaissez le vieil adage, quand vous vous mariez, tout est fini » : après cette date, elle enregistre quelques disques avec lui sous le nom de  « Jo Ann and Troy », puis ne fait plus que quelques apparitions dans des shows télévisés avant d'abandonner sa carrière.
Ses chansons sont régulièrement rééditées dans des compilations depuis 1983.